# Ciutadella-Vila Olímpica
Ciutadella | Vila Olímpica – stacja metra w Barcelonie, na linii 4. Stacja została otwarta w 1977.